# Ženska vokalna grupa "Kajda"
Ženska vokalna grupa "Kajda" dolaze iz Mača gdje ih je okupila ljubav prema folkloru u KUD-u "Ljudevit Gaj". Samostalno pjevaju od 2004. godine. Kajde su:Diana Bezak, Iva Culi, Martina Cerčić, Ana Čehulić, Marina Marković, Martina Čehulić, Željkica Mrkoci i Nina Vrlec. Surađuju s mnogim poznatim zagorskim glazbenicima kao što su Ivica Pepelko, Andrija Kos, Gordana Ivanjek, Renata Kos i mnogi drugi. Unatrag 4 godine predstavljale su Krapinsko -zagorsku županiju na državnim smotrama malih vokala gdje su bile visoko ocijenjene. Početkom ožujka 2010. objavile su svoj prvijenac Golubek moj beli za izdavača Croatia Records.